# Palacios, Texas
Palacios là một thành phố thuộc quận Matagorda, tiểu bang Texas, Hoa Kỳ. Năm 2010, dân số của xã này là 4718 người.

## Dân số
- Dân số năm 2000: 5153 người.
- Dân số năm 2010: 4718 người.